# Leptostylus sleeperi
Leptostylus sleeperi là một loài bọ cánh cứng trong họ Cerambycidae.